# Patrick Galbats
Patrick Galbats (Ciutat de Luxemburg, 8 de maig de 1978) és un fotògraf i reporter gràfic luxemburguès.
Entre 2002 a 2006, va treballar per a la revista setmanal Revue. Des de 2007, ha estat un fotògraf independent.
El 2001, va realitzar una sèrie de fotografies al Centre Pénitentiaire de Luxemburg. El 2003, va completar una sèrie de la gent del carrer i els addictes a les drogues que s'exhibeix a l'estació de trens de Luxemburg. L'any següent, el Centre Nacional Audiovisual va publicar la seva obra Doina, una col·lecció que va crear durant tres viatges a Romania (2001-2003). Va presentar també el reportatge Haïti for Objectif Tiers Monde que revela les condicions a Haití després de la partida de Jean-Bertrand Aristide. El 2012 va exposar les seves fotografies a l'exposició Peuple européen, peuple étranger - Le Luxembourg et les Roms, del Museu Nacional de la Resistència.